# Wiktar Pasiecznik
Wiktar Uładzimirawicz Pasiecznik (biał. Віктар Уладзіміравіч Пасечнік, ros. Виктор Владимирович Пасечник, Wiktor Władimirowicz Pasiecznik) – białoruski polityk, deputowany do Rady Najwyższej Republiki Białorusi XIII kadencji, w latach 1996–2000 deputowany do Izby Reprezentantów Zgromadzenia Narodowego Republiki Białorusi I kadencji.

## Życiorys
W 1995 roku mieszkał w Połocku. Pełnił funkcję dyrektora gospodarstwa rybnego (rybhozu) „Połocki”, był członkiem Partii Komunistów Białoruskiej. W pierwszej turze uzupełniających wyborów parlamentarnych 29 listopada 1995 roku został wybrany na deputowanego do Rady Najwyższej Republiki Białorusi XIII kadencji z połockiego-zadźwińskiego okręgu wyborczego nr 73. 5 grudnia 1995 roku został zarejestrowany przez centralną komisję wyborczą, a 9 stycznia 1996 roku zaprzysiężony na deputowanego. Od 23 stycznia pełnił w Radzie Najwyższej funkcję członka Stałej Komisji ds. Ekologii i Eksploatacji Przyrody. Poparł dokonaną przez prezydenta Alaksandra Łukaszenkę kontrowersyjną i częściowo nieuznaną międzynarodowo zmianę konstytucji. 27 listopada 1996 roku przestał uczestniczyć w pracach Rady Najwyższej i wszedł w skład utworzonej przez prezydenta Izby Reprezentantów Zgromadzenia Narodowego Republiki Białorusi I kadencji. Zgodnie z Konstytucją Białorusi z 1994 roku jego mandat deputowanego do Rady Najwyższej zakończył się 9 stycznia 2001 roku; kolejne wybory do tego organu jednak nigdy się nie odbyły.